# Marius (voornaam)
Marius is een jongensnaam. De Zuid-Europese vorm is Mario terwijl de naam in Polen als Mariusz wordt geschreven.

## Bekende naamdragers
- Marius Avram, Roemeens voetbalscheidsrechter
- Marius Ballieux, Nederlands architect
- Marius Bauer, Nederlands kunstschilder
- Marius Berliet, Frans autobouwer
- Marius Boender, Nederlands fotograaf en beeldhouwer
- Marius Boulenger, Belgisch volksvertegenwoordiger en advocaat
- Marius Bufquin des Essarts, Belgisch volksvertegenwoordiger en journalist
- Marius Ernsting, Nederlands politicus en bestuurder
- Marius Gersbeck, Duits voetballer
- Marius Gottlieb, Nederlands acteur
- Marius Borg Høiby, eerste kind van Mette-Marit, kroonprinses van Noorwegen
- Marius Holtrop, Nederlands econoom
- Marius Jacob, Frans anarchist
- Marius Jacobs, Nederlands botanicus
- Marius Kipserem, Keniaans atleet
- Marius Lăcătuș, Roemeens voetballer en voetbaltrainer
- Marius Gustaaf Levenbach, Nederlands rechtsgeleerde
- Marius Mitu, Roemeens voetballer
- Marius Mondelé, Belgisch voetballer
- Marius Müller, Duits voetballer
- Marius Müller-Westernhagen, Duits muzikant en acteur
- Marius Niculae, Roemeens voetballer
- Marius Paraschivoiu, Roemeens schaatser
- Marius Petipa, Frans danser en choreograaf
- Marius Popa, Roemeens voetballer
- Marius Antoon Reinalda, Nederlands politicus
- Marius Richters, Nederlands beeldend kunstenaar
- Marius Royet, Frans voetballer
- Marius Sabaliauskas, Litouws wielrenner
- Marius Tausk, Nederlands endocrinoloog
- Marius Tonckens, Nederlands burgemeester
- Marius Trésor, Frans voetballer
- Marius Urzică, Roemeens turner
- Marius Varekamp, Nederlands politicus
- Mariusz Witecki, Pools wielrenner
- Marius Žaliūkas, Litouws voetballer